# سی‌ان‌بی‌سی آسیا
سی‌ان‌بی‌سی آسیا (انگلیسی: CNBC Asia) شرکت رسانه‌ای سنگاپوری است، که در سال ۱۹۹۴ تأسیس شد.